# Stéphane Osmond
Pour les articles homonymes, voir Osmond.
Stéphane Osmond est un footballeur français né le 21 août 1962 à Saint-Lô qui évolue au poste de gardien de but. Il entraîne les gardiens du Stade lavallois de 2006 à 2020.
Il est le gardien le plus capé de l'histoire du Stade lavallois.

## Biographie

### Carrière de joueur
Originaire de la Manche, Stéphane Osmond commence le football à la JS Canisy. En avril 1979, il dispute la Coupe nationale des cadets à Vichy, avec la Ligue de Normandie. Il effectue sa carrière de footballeur au Stade lavallois où il arrive le 21 août 1979, avec un contrat aspirant. Il fait alors partie des neufs premiers stagiaires et aspirants à intégrer le centre de formation du Stade lavallois, nouvellement construit et dirigé par Bernard Maligorne. En avril 1980 il dispute le tournoi international juniors de Saint-Malo avec la sélection de la Ligue de l'Ouest. 
De 1981 à 1983 il est sous contrat stagiaire. Michel Le Milinaire le fait débuter en première division à 19 ans, le 23 janvier 1982 face à Nice. En juin 1982 il est titularisé en finale la Coupe d'été, remportée par les Mayennais. En 1983 il intègre le Bataillon de Joinville et l'équipe de France militaire. Doublure de Jean-Pierre Tempet, puis de Jean-Michel Godart, il dispute 62 matchs en D1 avec le Stade lavallois, et 172 en D2. Il est demi-finaliste de la Coupe de France face au PSG en 1993. 
Il ne quitte le club qu'une saison à l'occasion d'un prêt à Cuiseaux-Louhans. 

### Reconversion
Il est membre du staff technique du Stade lavallois d'octobre 2005 à juin 2020, comme entraîneur des gardiens.

## Palmarès
- Vainqueur de la Coupe d'été en 1982 avec le Stade lavallois